# Coloni C3
Coloni C3 (FC189) — автомобиль Формулы-1 команды Coloni, спроектированный под руководством Кристиана Вандерплейна и построенный для участия в чемпионате 1989 года.

## История

Coloni C3 Роберто Морено в Канаде в 1989 году.

Шасси C3, сконструированное Вандерплейном и его помощниками, пришедшими из команды AGS, имело новые монокок и коробку передач, двигатель Ford Cosworth DFR, но старую подвеску и лишь слегка модернизированную аэродинамику. В остальном оно ничем не отличалось от предшественника - Coloni FC188, разработанного Роберто Ори.
Автомобиль получился ещё хуже предшественника: лишь три раза Роберто Морено смог пройти квалификацию и стартовать в гонке. Последний раз это произошло в Португалии, где он стоял на старте 15-м. В остальных случаях гонщики команды останавливались в квалификации или предквалификации.
В сезоне 1990 года на доработанное шасси, получившее индекс C3B, был установлен 12-цилиндровый горизонтально-оппозитный двигатель Subaru 1235, подготовленный итальянской фирмой Motori Moderni. Имея 5 клапанов на цилиндр, он раскручивался до 13 000 об./мин., но был очень тяжёлым и маломощным. Единственный гонщик команды Бертран Гашо за рулём этого болида восемь раз подряд не смог пройти предквалификацию.
На Гран-при Германии появилось новое шасси C3C, оснащённое традиционным Cosworth DFR V8. И в последних шести гонках Гашо удавалось попасть в квалификацию, где всё и заканчивалось. 

## Результаты выступлений в гонках
| Год  | Команда              | Шасси   | Двигатель                      | Шины | Пилоты   | 1    | 2    | 3    | 4    | 5    | 6    | 7    | 8    | 9    | 10   | 11   | 12   | 13   | 14   | 15   | 16   | Место | Очки |
| ---- | -------------------- | ------- | ------------------------------ | ---- | -------- | ---- | ---- | ---- | ---- | ---- | ---- | ---- | ---- | ---- | ---- | ---- | ---- | ---- | ---- | ---- | ---- | ----- | ---- |
| 1989 | Coloni SpA           | C3      | Cosworth V8 3,5                | P    |          | БРА  | САН  | МОН  | МЕК  | США  | КАН  | ФРА  | ВЕЛ  | ГЕР  | ВЕН  | БЕЛ  | ИТА  | ПОР  | ИСП  | ЯПО  | АВС  | НКЛ   | 0    |
| 1989 | Coloni SpA           | C3      | Cosworth V8 3,5                | P    | Морено   |      |      |      |      |      | Сход | НКВ  | Сход | НПКВ | НПКВ | НПКВ | НПКВ | Сход | НПКВ | НПКВ | НПКВ | НКЛ   | 0    |
| 1989 | Coloni SpA           | C3      | Cosworth V8 3,5                | P    | Рафанель |      |      |      |      |      | НПКВ | НПКВ | НПКВ | НПКВ | НПКВ |      |      |      |      |      |      | НКЛ   | 0    |
| 1989 | Coloni SpA           | C3      | Cosworth V8 3,5                | P    | Бертаджа |      |      |      |      |      |      |      |      |      |      | НПКВ | НПКВ | НПКВ | НПКВ | НПКВ | НПКВ | НКЛ   | 0    |
| 1990 | Subaru Coloni Racing | C3B C3C | Subaru B12 3,5 Cosworth V8 3,5 | G    |          | США  | БРА  | САН  | МОН  | КАН  | МЕК  | ФРА  | ВЕЛ  | ГЕР  | ВЕН  | БЕЛ  | ИТА  | ПОР  | ИСП  | ЯПО  | АВС  | НКЛ   | 0    |
| 1990 | Subaru Coloni Racing | C3B C3C | Subaru B12 3,5 Cosworth V8 3,5 | G    | Гашо     | НПКВ | НПКВ | НПКВ | НПКВ | НПКВ | НПКВ | НПКВ | НПКВ | НПКВ | НПКВ | НКВ  | НКВ  | НКВ  | НКВ  | НКВ  | НКВ  | НКЛ   | 0    |

| Легенда к таблице |                                                                    |
| --- | ------------------------------------------------------------------ |
| В таблице перечислены результаты всех Гран-при Формулы-1, в которых использовался автомобиль. Строками таблицы являются сезоны, столбцами — этапы чемпионата мира. В каждой клетке указаны сокращённое название этапа и результат, дополнительно обозначенный цветом. Расшифровка обозначений и цветов представлена в нижеследующей таблице. |                                                                    |
| \| Пример \| Описание \| \| ------------ \| ------------------------------------------------------------------ \| \| 1 \| Победитель \| \| 2 \| Второе место \| \| 3 \| Третье место \| \| 5 \| Финишировал, заработав очки \| \| Сход \| Не финишировал, но при этом заработал очки \| \| 12 \| Финишировал, не получив очков \| \| НКЛ \| Финишировал, но не попал в финальную классификацию \| \| 15 \| Участвовал вне зачёта, либо по отдельной классификации \| \| 18 \| Не финишировал, но попал в финальную классификацию \| \| Сход \| Не финишировал \| \| НКВ \| Не прошёл квалификацию \| \| НПКВ \| Не прошёл предквалификацию \| \| ДСК \| Дисквалифицирован \| \| ИСК \| Исключён из протокола соревнований \| \| ТТ \| Заявлен для участия только в тренировках \| \| НС \| Участвовал в квалификации, но не стартовал в гонке \| \| Т \| Травмирован или болен \| \| ОТК \| Отказ от участия \| \| НТР \| Прибыл на соревнования, но на трассу не выезжал \| \| НПР \| Был заявлен в числе участников, но не прибыл к началу соревнований \| \| О \| Соревнования отменены \| \| \| Не участвовал \| \| Поул-позиция \| \| \| Быстрый круг \| \| |                                                                    |
| Пример | Описание                                                           |
| 1 | Победитель                                                         |
| 2 | Второе место                                                       |
| 3 | Третье место                                                       |
| 5 | Финишировал, заработав очки                                        |
| Сход | Не финишировал, но при этом заработал очки                         |
| 12 | Финишировал, не получив очков                                      |
| НКЛ | Финишировал, но не попал в финальную классификацию                 |
| 15 | Участвовал вне зачёта, либо по отдельной классификации             |
| 18 | Не финишировал, но попал в финальную классификацию                 |
| Сход | Не финишировал                                                     |
| НКВ | Не прошёл квалификацию                                             |
| НПКВ | Не прошёл предквалификацию                                         |
| ДСК | Дисквалифицирован                                                  |
| ИСК | Исключён из протокола соревнований                                 |
| ТТ | Заявлен для участия только в тренировках                           |
| НС | Участвовал в квалификации, но не стартовал в гонке                 |
| Т | Травмирован или болен                                              |
| ОТК | Отказ от участия                                                   |
| НТР | Прибыл на соревнования, но на трассу не выезжал                    |
| НПР | Был заявлен в числе участников, но не прибыл к началу соревнований |
| О | Соревнования отменены                                              |
| | Не участвовал                                                      |
| Поул-позиция |                                                                    |
| Быстрый круг |                                                                    |